# Comuna Antonivka, Nova Odesa
Antonivka (în ucraineană Антонівка) este o comună în raionul Nova Odesa, regiunea Mîkolaiiv, Ucraina, formată din satele Antonivka (reședința), Karlivka, Kîiivske, Oleksandrivka, Ostapivka și Vesele.

## Demografie
Componența lingvistică a comunei Antonivka
     Ucraineană (96,74%)
     Rusă (2,47%)
     Alte limbi (0,79%)
Conform recensământului din 2001, majoritatea populației comunei Antonivka era vorbitoare de ucraineană (96,74%), existând în minoritate și vorbitori de rusă (2,47%).